# Neil Winstanley
Neil Winstanley (Johannesburg, 25 agosto 1976) è un ex calciatore sudafricano, di ruolo difensore.

## Carriera

### Club
Ha sempre giocato nel campionato sudafricano.

### Nazionale
Ha giocato 5 partite con la Nazionale sudafricana nel 2004.